# AHL 1969/70
Die Saison 1969/70 war die 34. reguläre Saison der American Hockey League (AHL). Während der regulären Saison bestritten die neun Teams der Liga jeweils 72 Spiele. Die sechs besten Mannschaften der AHL spielten anschließend in einer Play-off-Runde um den Calder Cup.

## Teamänderungen
Folgende Änderungen wurden vor Beginn der Saison vorgenommen:
- Die Voyageurs de Montréal wurden als Expansionsteam in die Liga aufgenommen

## Reguläre Saison

### Abschlusstabellen
Abkürzungen: GP = Spiele, W = Siege, L = Niederlagen, T = Unentschieden, OTL = Niederlage nach Overtime, GF = Erzielte Tore, GA = Gegentore, Pts = Punkte

Erläuterungen: In Klammern befindet sich die Platzierung innerhalb der Conference;       = Playoff-Qualifikation,       = Division-Sieger,       = Conference-Sieger

#### Reguläre Saison
| East Division         | GP | W  | L  | T  | GF  | GA  | Pts |
| --------------------- | -- | -- | -- | -- | --- | --- | --- |
| Voyageurs de Montréal | 72 | 43 | 15 | 14 | 327 | 195 | 100 |
| Springfield Kings     | 72 | 38 | 29 | 5  | 287 | 287 | 81  |
| As de Québec          | 72 | 27 | 39 | 6  | 221 | 272 | 60  |
| Providence Reds       | 72 | 23 | 36 | 13 | 218 | 267 | 59  |

| West Division       | GP | W  | L  | T  | GF  | GA  | Pts |
| ------------------- | -- | -- | -- | -- | --- | --- | --- |
| Buffalo Bisons      | 72 | 40 | 17 | 15 | 280 | 193 | 95  |
| Hershey Bears       | 72 | 28 | 28 | 16 | 247 | 249 | 72  |
| Baltimore Clippers  | 72 | 25 | 30 | 17 | 230 | 252 | 67  |
| Cleveland Barons    | 72 | 23 | 33 | 16 | 222 | 255 | 62  |
| Rochester Americans | 72 | 18 | 38 | 16 | 253 | 315 | 52  |

### Beste Scorer
Abkürzungen: GP = Spiele, G = Tore, A = Assists, Pts = Punkte, +/- = Plus/Minus, PIM = Strafminuten; Fett: Saisonbestwert
| Spieler         | Team                | GP | G  | A  | Pts | PIM |
| --------------- | ------------------- | -- | -- | -- | --- | --- |
| Jude Drouin     | Montreal Voyageurs  | 65 | 37 | 69 | 106 | 88  |
| Gord Labossiere | Springfield Kings   | 60 | 30 | 59 | 89  | 94  |
| Guy Trottier    | Buffalo Bisons      | 71 | 55 | 33 | 88  | 8   |
| Doug Robinson   | Springfield Kings   | 70 | 45 | 41 | 86  | 26  |
| Marc Dufour     | Springfield Kings   | 71 | 32 | 53 | 85  | 22  |
| Guy Charron     | Montreal Voyageurs  | 65 | 37 | 45 | 82  | 20  |
| Norm Beaudin    | Cleveland Barons    | 70 | 37 | 44 | 81  | 10  |
| René Drolet     | Quebec Aces         | 71 | 32 | 48 | 80  | 42  |
| Bill Inglis     | Springfield Kings   | 72 | 31 | 44 | 75  | 25  |
| Norm Armstrong  | Rochester Americans | 70 | 30 | 45 | 75  | 117 |

## Calder-Cup-Playoffs

### Modus
Für die Play-offs qualifizierten sich die sechs besten Mannschaften der American Hockey League. In der ersten Play-off-Runde trafen jeweils die beiden Divisionsgewinner auf die Dritten der anderen Division und die Divisionszweiten spielten gegeneinander. Anschließend sollten die drei für die zweite Play-off-Runde qualifizierten Mannschaften jeweils zwei Mal gegeneinander antreten, jedoch verloren die Voyageurs de Montréal alle drei Spiele, sodass ein viertes Spiel nicht mehr nötig war. Die beiden anderen Mannschaften trafen daraufhin im Finale aufeinander. Die erste Play-off-Runde sowie das Finale fanden im Modus Best-of-Seven statt.

### Play-off-Übersicht

#### Erste Runde
- (E1) Voyageurs de Montréal - (W3) Baltimore Clippers 4:1
- (W1) Buffalo Bisons - (E3) As de Québec 4:2
- (E2) Springfield Kings - (W2) Hershey Bears 4:3

#### Zweite Runde
Die Buffalo Bisons und Springfield Kings setzten sich in Hin- und Rückspiel gegen die Voyageurs de Montréal durch.

#### Finale
- (W1) Buffalo Bisons - (E2) Springfield Kings 4:0

### Calder-Cup-Sieger
| Calder-Cup-Sieger Buffalo Bisons | Torhüter: Gilles Villemure Verteidiger: Bob Ash, John Barber, Roger Côté, Larry Hornung, Randy Legge, Larry McIntyre, Dick Paradise, Mike Robitaille Angreifer: Doug Acomb, Syl Apps, Ron Attwell, Don Blackburn, Doug Brindley, Ron Buchanan, Don Giesbrecht, Bob Jones, Dennis Kassian, Forbes Kennedy, Bill Knibbs, Jim Krulicki, Wayne Maki, Gerry Ouellette, Wayne Rivers, Guy Trottier, Gary Veneruzzo, Bert Wilson Cheftrainer: Fred Shero General Manager: Fred Hunt |

## Vergebene Trophäen

### Mannschaftstrophäen
| Auszeichnung                                                            | Team                  |
| ----------------------------------------------------------------------- | --------------------- |
| Calder Cup Gewinner der AHL-Playoffs                                    | Buffalo Bisons        |
| F. G. „Teddy“ Oke Trophy Bestes Team der East Division, Reguläre Saison | Voyageurs de Montréal |
| John D. Chick Trophy Bestes Team der West Division, Reguläre Saison     | Buffalo Bisons        |

### Individuelle Trophäen
| Auszeichnung                                                                  | Spieler          | Team                  |
| ----------------------------------------------------------------------------- | ---------------- | --------------------- |
| Les Cunningham Award MVP der regulären Saison                                 | Gilles Villemure | Buffalo Bisons        |
| John B. Sollenberger Trophy Bester Scorer                                     | Jude Drouin      | Voyageurs de Montréal |
| Dudley „Red“ Garrett Memorial Award Bester Rookie                             | Jude Drouin      | Voyageurs de Montréal |
| Eddie Shore Award Bester Verteidiger                                          | Noel Price       | Springfield Kings     |
| Harry „Hap“ Holmes Memorial Award Torhüter mit dem geringsten Gegentorschnitt | Gilles Villemure | Buffalo Bisons        |
| Louis A. R. Pieri Memorial Award Bester Trainer                               | Fred Shero       | Buffalo Bisons        |